# Basilika St. Rosa von Lima (Buenos Aires)

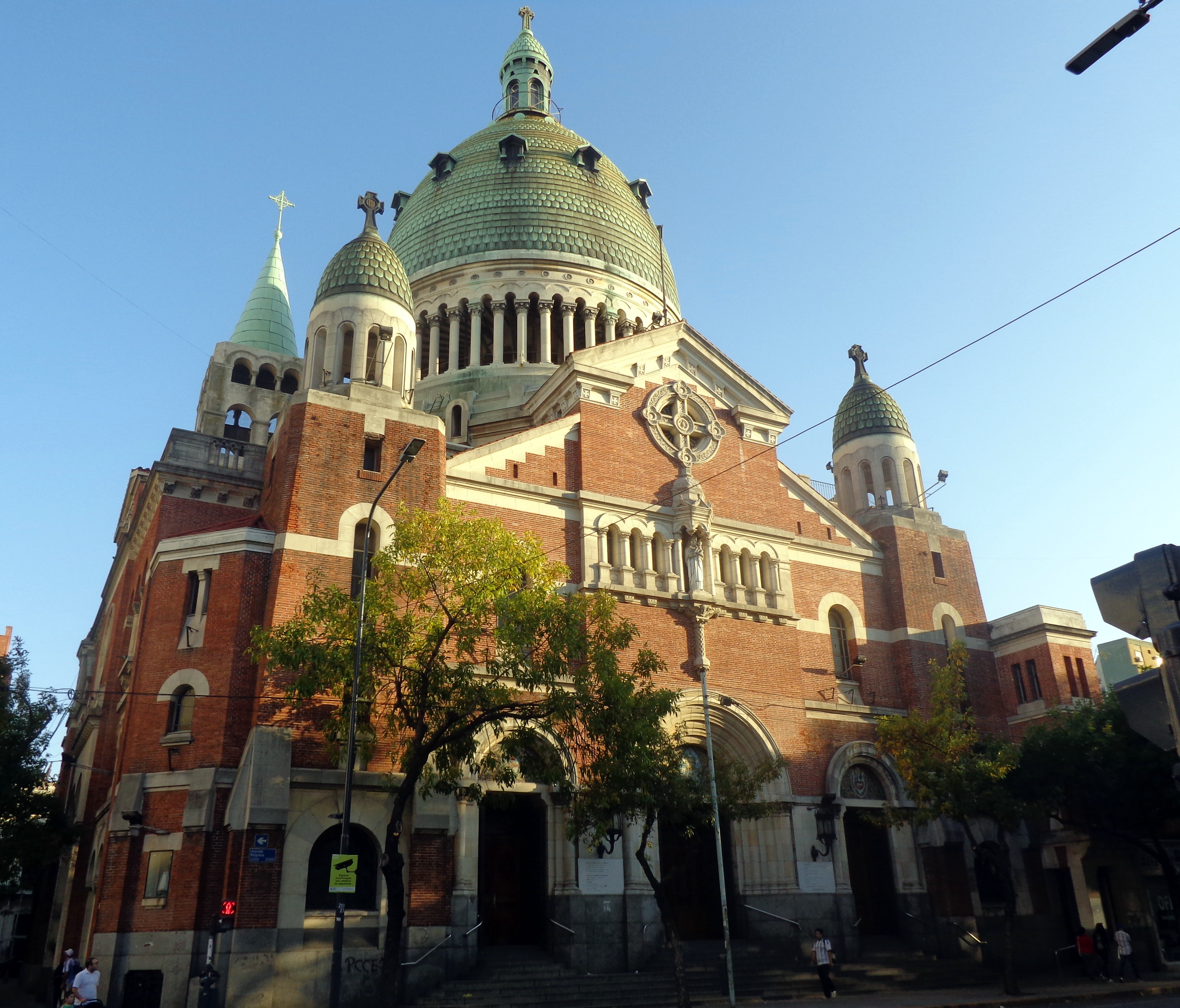
Fassade der Basilika

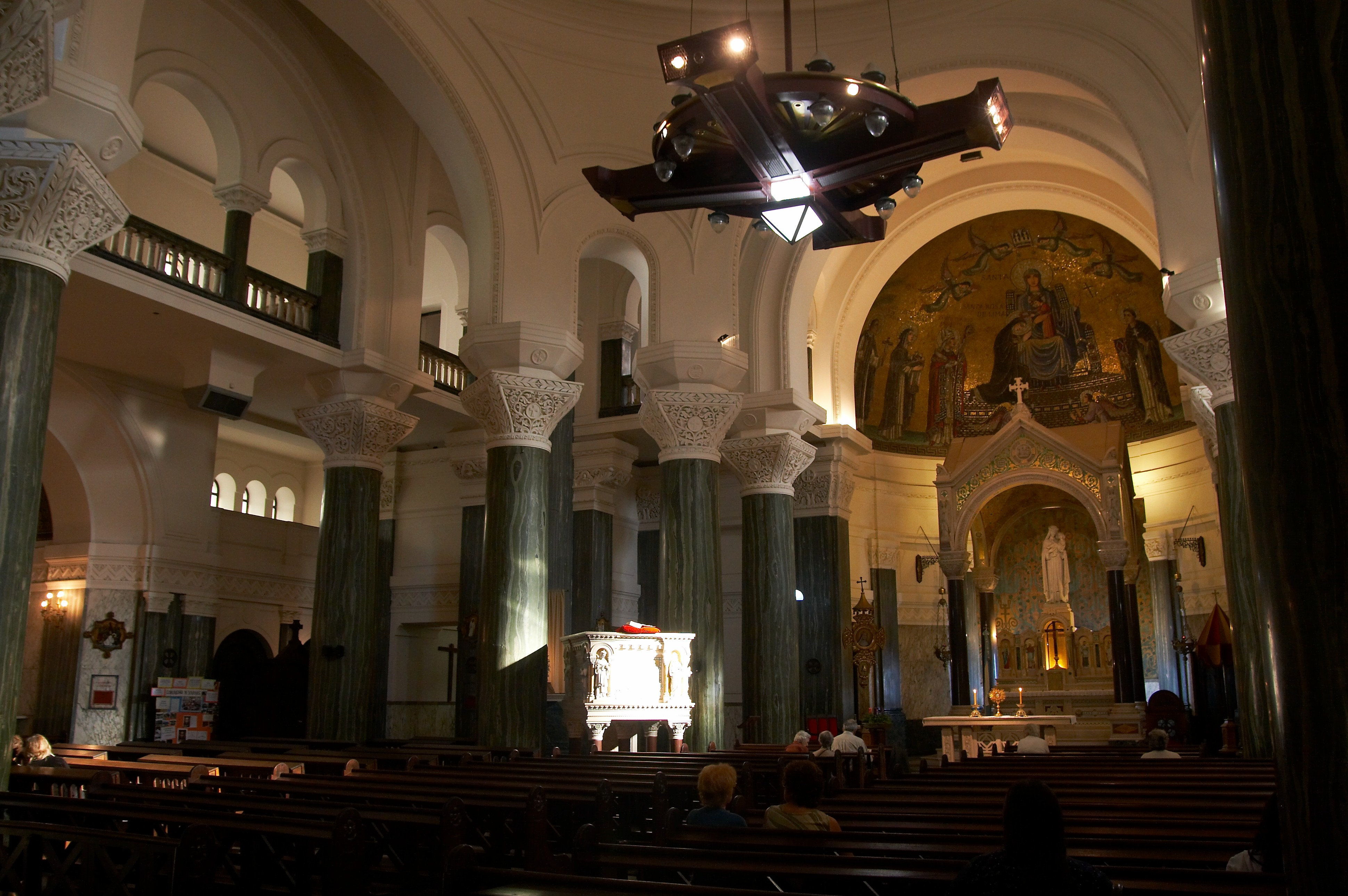
Innenraum der Kirche

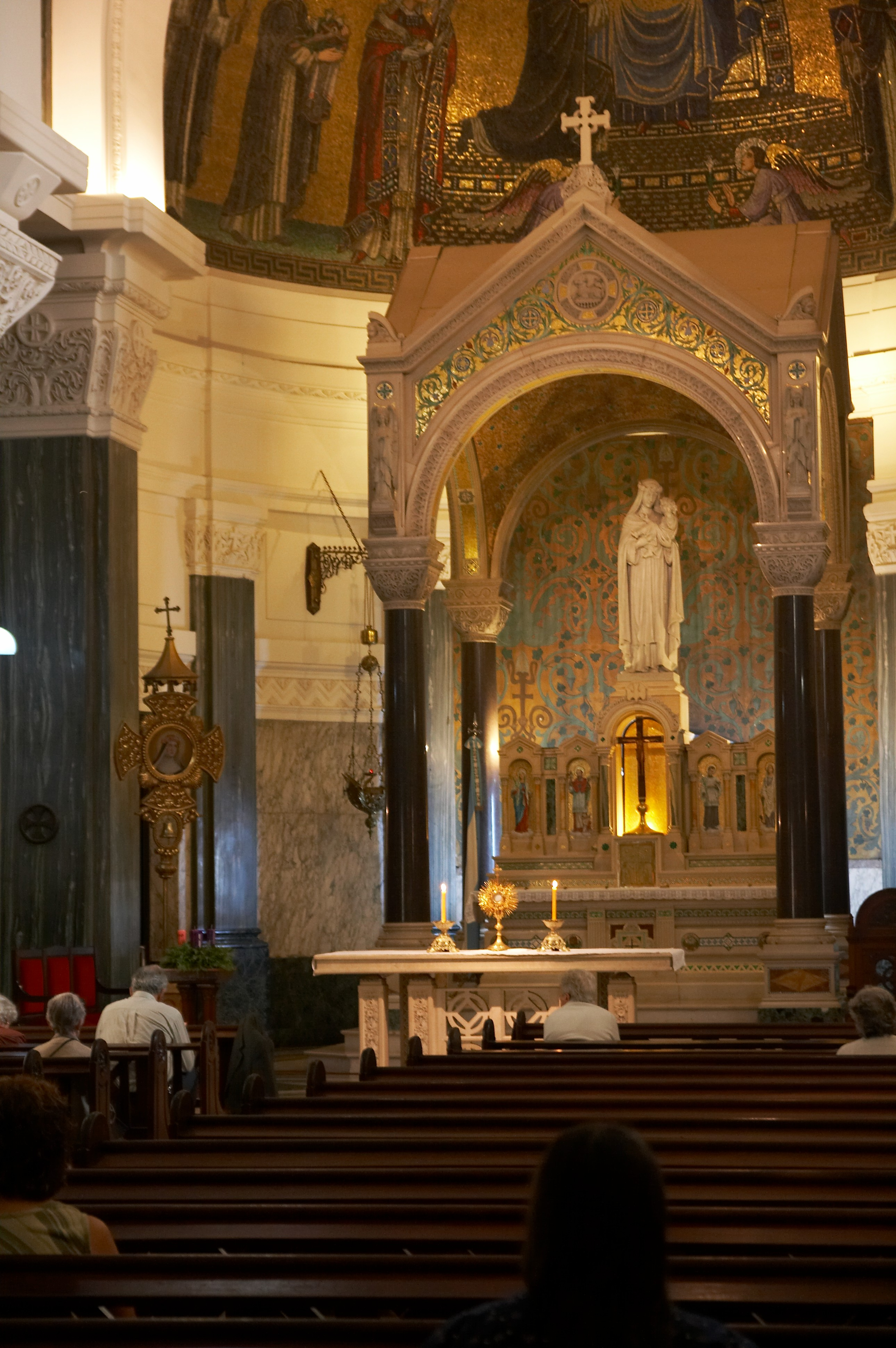
Hauptaltar

Die Basilika St. Rosa von Lima (spanisch Basílica Santa Rosa de Lima) ist eine römisch-katholische Kirche im Stadtteil Balvanera von Buenos Aires, der Hauptstadt Argentiniens. Das Nationalheiligtum im Erzbistum Buenos Aires wurde der hl. Rosa von Lima als Schutzpatronin der Unabhängigkeit Argentiniens geweiht und trägt den Titel einer Basilica minor. Die Kreuzkuppelkirche wurde zwischen 1928 und 1934 im neobyzantinischen Stil erbaut.

## Geschichte
Der Grundstein für den Bau der Kirche wurde am 3. Januar 1926 im Beisein des argentinischen Präsidenten Marcelo Torcuato de Alvear gelegt. 1928 wurde nach Plänen des Architekten Alejandro Christophersen vom Ingenieur Andrés Millé mit dem Bau begonnen, der sich nach Wunsch der Hauptspender wie Maria Unzué de Alvear an den französischen Vorbildern der Kathedrale von Périgueux und von Sacré-Cœur de Montmartre orientierte.
Die Kirche wurde im Rahmen des XXXII. Eucharistischen Weltkongresses in Buenos Aires am 12. Oktober 1934 feierlich von Kardinal Eugenio Pacelli, dem späteren Papst Pius XII., gesegnet. An der Veranstaltung nahmen der argentinische Präsident, General Agustín Pedro Justo, und der Erzbischof von Lima, Erzbischof Pedro Farfén, teil, der ein Reliquiar mit Reliquien mehrerer lateinamerikanischer Heiligen stiftete: Rosa von Lima, Martin von Porres, Toribio de Mogrovejo und Johannes Macias. Die Weihe fand am 30. August 1941 statt, als die Kirche durch Papst Pius XII. den Rang einer Basilica minor verliehen bekam.

## Architektur
Die Außenseite der neobyzantinischen Kuppelkirche mit neoromanischen Details wurde mit Ziegeln, Granit und Bruchstein verkleidet, hinzu kamen italienische Ziegeldächer, Kupferkuppeln und Ziermosaike. Über dem Eingang wurde das päpstliche Wappen platziert, flankiert von den Wappen von Argentinien und Peru, Herkunftsort von Santa Rosa.
Die Kuppel wird von 18 Säulen aus grünem griechischen Cipollino-Marmor gestützt, die zu den mit Tinos-Marmor verkleideten Sockeln und Friesen passen. Die Kuppel endet in einer hohen Laterne, die die Kirche beleuchtet. Auch die weiteren Säulen und Pilaster in den Galerien und im Chor wurden in Cipollino ausgeführt, dort wurden die Sockel und Friese mit verschieden farbigem Marmor gestaltet. Die Apsis ist mit venezianischen Mosaiken geschmückt und beherbergt einen Hauptaltar aus italienischem Marmor mit goldenem Hintergrund. In ihm befindet sich ein Bild aus Carrara-Marmor der Rosa von Lima flankiert von vier kleinen byzantinischen Ikonen unter einem Marmorbaldachin.  
Ebenfalls in Carrara-Marmor sind die prächtigen Weihwasserbecken und die italienische Kanzel aus Pietrasanta mit geschnitzten Bildern der Heiligen Thomas von Aquin, Ambrosius, Johannes Chrysostomos, Augustinus von Hippo, Hieronymus und Gregor der Große. Die beiden großen Seitenaltäre sind dem Heiligsten Herzen Jesu und der Jungfrau der Wundertätigen Medaille geweiht und mit farbenfrohen Mosaiken verziert.
Unter der Kirche wurde eine Krypta gebaut, die die gesamte Fläche der Kirche einnimmt und einen gesonderten Zugang an der Seite der Pasco Straße hat, während der Haupteingang auf der Avenida Belgrano liegt. Der Hauptaltar der Krypta wurde in Italien hergestellt und wird von einer Nachbildung von Michelangelos Römischer Pietà gekrönt. Der Seitenaltar ist der heiligen Therese von Lisieux geweiht.